# Фінетт Сендрон
Фінетт Сендрон (українською означає «Хитра Пепелячка») — французька літературна казка, написана мадам д'Олнуа.
Сюжет казки поєднує типи 327A та 510A класифікації Аарне — Томпсона. До інших казок типу 510A належать «Попелюшка», «Кеті Вуденклоак», «Білява, Каштанова та Бентежна», «Гостророга сіра вівця», «Рашен Коуті» або «Дивовижна береза».

## Сюжет
Король і королева втратили своє королівство і продали все, що мали з собою, аж поки не збідніли. Королева вирішила, що вона може зробити сіті, якими король зможе ловити птахів і рибу, щоб прогодувати їх. Що ж до трьох дочок, то вони були нікому не потрібні, і король повинен був забрати їх кудись і залишити там.
Наймолодша з них, Фінетт, почула це і пішла до своєї хрещеної-феї. Дорогою вона втомилася та присіла, заплакавши. Перед нею з'явився дженнет (низький іспанський кінь), і вона попросила його віднести її до хрещеної. Хрещена дала їй клубок ниток, який, якщо вона прив'яже до дверей будинку, приведе її назад, і мішок із золотими й срібними сукнями.
Наступного дня мати вивела їх і наказала лягти спати на лузі. Потім вона пішла. Хоча сестри були жорстокі до неї, Фінетт їх розбудила. Сестри пообіцяли їй багато чого, якщо вона їх виведе, і вони повернулися назад. Їхня мати вдала, що пішла за чимось іншим. Сестри звинуватили Фінетт у наклепі на матір, не дали їй нічого з обіцяного та побили. Королева вирішила завести їх ще далі, тож Фінетт знову пішла до своєї хрещеної. Цього разу хрещена наказала їй принести мішок попелу і зробити з нього сліди, але не виводити сестер, інакше вона більше ніколи не побачить свою хрещену матір. Королева завела їх знову. Сестри оплакували свою долю, а Фінетт пожаліла їх. Король і королева змовилися втретє, і середня сестра сказала, що вони можуть залишити горох на дорозі, але Фінетт замість нього принесла свої коштовності та мішок з одягом. Коли королева покинула їх, голуби з'їли їхній горох, і вони не змогли повернутися.
Фінетт знайшла жолудь і не дозволила їм його з'їсти; натомість вони посадили його. Вони їли капусту і салат. Жолудь виріс у дерево, і Фінетт вилізла на нього. Одного разу сестри зазирнули в її сумку і знайшли прикраси. Вони їх вкрали і поклали в сумку каміння. Згодом Фінетт побачила з дерева сліпучий замок. Перш, ніж піти до замку, сестри вкрали одяг і прикраси Фінетт, а саму її залишили в лахмітті. Огидна і величезна стара жінка сказала їм, що це замок людожера-огра. Вона повідомила, що дасть їм пожити кілька днів. Вони спробували втекти, але вона їх спіймала. Людожер повернувся, але вона їх сховала, щоб з'їсти самотужки.. Він відчув їхній запах, і вона вмовила його залишити їх, щоб доглядати за замком, щоб вона могла їх з'їсти, доки його не буде. Поки вони працювали, Фінетт обманом заманила людожера в піч і спалила його дотла. Потім вона переконала людожерку, що якщо вона дозволить їм одягнути її і зробити їй зачіску, то незабаром вона знайде собі шляхетного чоловіка. Поки Фінетт робила зачіску, вона відрубала голову людожерки.
Її сестри вбралися у скарби замку і, щоб знайти собі чоловіків, пішли показуватися в найближче місто, погрожуючи їй побиттям, якщо замок не буде доглянутий досконало. Вони повернулися з розповідями про танці з королівським сином і поїхали далі, залишивши її позаду. Одного разу Фінетт знайшла старий ключ, який виявився золотим і відкрив скриню, повну гарного одягу. Коли сестри пішли, вона вбралася і пішла на бал, де назвалася Сендрон, і всі їй залицялися.
Так тривало багато днів, а зі скрині завжди з'являвся новий одяг. Але одного разу Фінетт поспішала, бо мала повернутися раніше за своїх сестер, і забула червону оксамитову туфельку, розшиту перлами. Старший син короля знайшов його і занедужав від кохання. Жоден лікар не міг його вилікувати. Він сказав, що закохався в ту жінку, якій належав черевичок, і вони наказали всім жінкам з'явитися і приміряти його. Її сестри пішли, але Фінетт не знала дороги. Вона вдяглася і знову побачила черевичок біля своїх дверей. Вона проїхала повз сестер, оббризкавши їх брудом. Коли вона взула черевичок, принц хотів з нею одружитися, але Фінетт наполягла, щоб король, який завоював королівство її батьків, його їм спочатку повернув. Вони погодилися. Фінетт видала заміж своїх сестер і відправила назад дженнет з подарунками для своєї хрещеної-феї.

## Аналіз
Джеймс Планше, автор і драматург, який адаптував для сцени багато казок мадам д'Онуа, зауважив, що казка «Фінетт Сендрон» є «складовою» казок «Хлопчик-мізинчик» і «Попелюшка» Шарля Перро.
Альтернативні назви казки: «Дивна історія Фінетт» або «Історія Фінетт», або «Дівчина-Пепелячка».

## Подальше читання
- Трінкет, Шарлотта. "Про літературні витоки фольклорних казок: порівняння «Finette Cendron» мадам д'Онуа та «Belle Finette» Френка Бурізо. Marvels & Tales 21 (2007): 34 — 49.